# 克雷斯蒂娜·克鲁帕
克雷斯蒂娜·克鲁帕（波蘭語：Krystyna Krupa，1939年1月15日—），旧姓马利诺夫斯卡（Malinowska），波兰女子排球运动员。她曾代表波兰国家队参加1964年和1968年夏季奥林匹克运动会排球比赛，获得二枚铜牌。